# Ol'ga Zajceva (sciatrice)
Ol'ga Alekseevna Zajceva (in russo Ольга Алексеевна Зайцева?; traslitterazione anglosassone Olga Alekseyevna Zaytseva; Mosca, 16 maggio 1978) è un'ex biatleta russa.

## Biografia
Ol'ga Zajceva, originaria di Mosca e attiva dalla stagione 1997-1998, ai Mondiali juniores di Jericho/Val Cartier 1998 vinse la medaglia di bronzo nell'individuale; in Coppa del Mondo esordì l'11 febbraio 2000 nella sprint di Östersund (62ª) e conquistò la prima vittoria, nonché il primo podio, il 5 dicembre 2002 ancora a Östersund e sempre nella sprint.
In carriera prese parte a quattro edizioni dei Giochi olimpici invernali: Salt Lake City 2002 (37ª nell'individuale), Torino 2006 (9ª nella sprint, 19ª nell'inseguimento, 15ª nella partenza in linea, 1ª nella staffetta), Vancouver 2010 (7ª nella sprint, 26ª nell'individuale, 7ª nell'inseguimento, 2ª nella partenza in linea, 1ª nella staffetta) e Soči 2014 (28ª nella sprint, 15ª nell'individuale, 11ª nell'inseguimento, 23ª nella partenza in linea, 2ª nella staffetta, 5ª nella staffetta mista), e a otto dei Campionati mondiali, vincendo otto medaglie, delle quali tre d'oro.
Nell'ambito delle inchieste sul doping di Stato in Russia, il 1º dicembre 2017 il Comitato Olimpico Internazionale accertò una violazione delle normative antidoping da parte della Zajceva in occasione delle Olimpiadi di Soči, annullando conseguentemente i risultati lì ottenuti e proibendole di partecipare a future edizioni dei Giochi olimpici. La Zajceva, nel frattempo ormai ritiratasi dalle competizioni, presentò ricorso contro tale decisione; questo venne definitivamente respinto dal Tribunale Arbitrale dello Sport il 24 settembre 2020, confermando così le sanzioni comminate dal CIO ad eccezione dell'impossibilità di partecipare a qualsiasi titolo a future edizioni delle Olimpiadi.

## Palmarès

### Olimpiadi
- 3 medaglie:
  - 2 ori (staffetta[5] a Torino 2006; staffetta[5] a Vancouver 2010)
  - 1 argento (partenza in linea[5] a Vancouver 2010)

### Mondiali
- 8 medaglie:
  - 3 ori (staffetta[5] a Hochfilzen/Chanty-Mansijsk 2005; partenza in linea[5], staffetta[5] a Pyeongchang 2009)
  - 2 argenti (sprint[5], staffetta mista a Hochfilzen/Chanty-Mansijsk 2005)
  - 3 bronzi (inseguimento[5] a Hochfilzen/Chanty-Mansijsk 2005; inseguimento[5], sprint[5] a Pyeongchang 2009)

### Mondiali juniores
- 1 medaglia:
  - 1 bronzo (individuale a Jericho/Val Cartier 1998)

### Europei
- 1 medaglia:
  - 1 argento (staffetta ad Alta Moriana 2001)

### Coppa del Mondo
- Miglior piazzamento in classifica generale: 4ª nel 2005
- Vincitrice della Coppa del Mondo di partenza in linea nel 2005
- 58 podi (36 individuali, 22 a squadre), oltre a quelli conquistati in sede olimpica ed iridata e validi anche ai fini della Coppa del Mondo:
  - 22 vittorie (12 individuali, 10 a squadre)
  - 19 secondi posti (12 individuali, 7 a squadre)
  - 17 terzi posti (12 individuali, 5 a squadre)

## Onorificenze

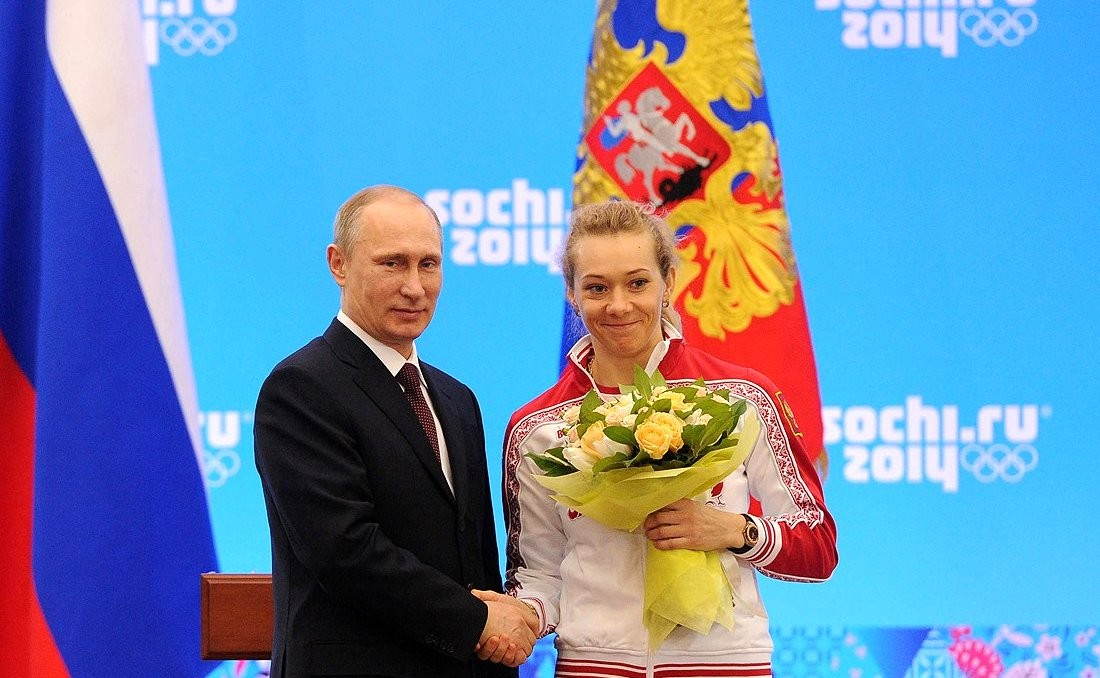
Il conferimento della medaglia dell'ordine al merito per la Patria di I Classe a Ol'ga Zajceva da parte di Vladimir Putin

#### Coppa del Mondo - vittorie
| Data             | Località             | Nazione   | Specialità                                                            |
| ---------------- | -------------------- | --------- | --------------------------------------------------------------------- |
| 5 dicembre 2002  | Östersund            | Svezia    | SP                                                                    |
| 16 gennaio 2003  | Ruhpolding           | Germania  | MX (con Anna Bogalij-Titovec, Sergej Rusinov e Sergej Baškirov)       |
| 13 febbraio 2003 | Oslo Holmenkollen    | Norvegia  | RL (con Al'bina Achatova, Svetlana Černousova e Ol'ga Medvedceva)     |
| 22 febbraio 2003 | Östersund            | Svezia    | IN                                                                    |
| 5 dicembre 2004  | Beitostølen          | Norvegia  | RL (con Al'bina Achatova, Ol'ga Medvedceva e Anna Bogalij-Titovec)    |
| 11 dicembre 2004 | Oslo Holmenkollen    | Norvegia  | SP                                                                    |
| 18 dicembre 2004 | Östersund            | Svezia    | PU                                                                    |
| 12 gennaio 2005  | Ruhpolding           | Germania  | RL (con Ol'ga Medvedceva, Anna Bogalij-Titovec e Svetlana Išmuratova) |
| 13 febbraio 2005 | San Sicario          | Italia    | RL (con Ol'ga Medvedceva, Svetlana Išmuratova e Anna Bogalij-Titovec) |
| 19 marzo 2005    | Chanty-Mansijsk      | Russia    | MS                                                                    |
| 27 novembre 2005 | Östersund            | Svezia    | PU                                                                    |
| 11 gennaio 2006  | Ruhpolding           | Germania  | RL (con Anna Bogalij-Titovec, Svetlana Išmuratova e Al'bina Achatova) |
| 19 marzo 2009    | Trondheim            | Norvegia  | SP                                                                    |
| 13 dicembre 2009 | Hochfilzen           | Austria   | RL (con Svetlana Slepcova, Anna Bulygina e Jana Romanova)             |
| 13 gennaio 2011  | Ruhpolding           | Germania  | IN                                                                    |
| 22 gennaio 2011  | Anterselva           | Italia    | RL (con Svetlana Slepcova, Anna Bogalij-Titovec e Natal'ja Guseva)    |
| 16 dicembre 2011 | Hochfilzen           | Austria   | SP                                                                    |
| 17 dicembre 2011 | Hochfilzen           | Austria   | PU                                                                    |
| 15 dicembre 2011 | Hochfilzen           | Austria   | MX (con Ol'ga Viluchina, Aleksej Volkov e Anton Šipulin)              |
| 4 gennaio 2012   | Oberhof              | Germania  | RL (con Anna Bogalij-Titovec, Svetlana Slepcova e Ol'ga Viluchina)    |
| 13 gennaio 2012  | Nové Město na Moravě | Rep. Ceca | SP                                                                    |
| 6 gennaio 2013   | Oberhof              | Germania  | PU                                                                    |

Legenda:

IN = individuale

SP = sprint

PU = inseguimento

MS = partenza in linea

RL = staffetta

MX = staffetta mista